# Niederwalddenkmal

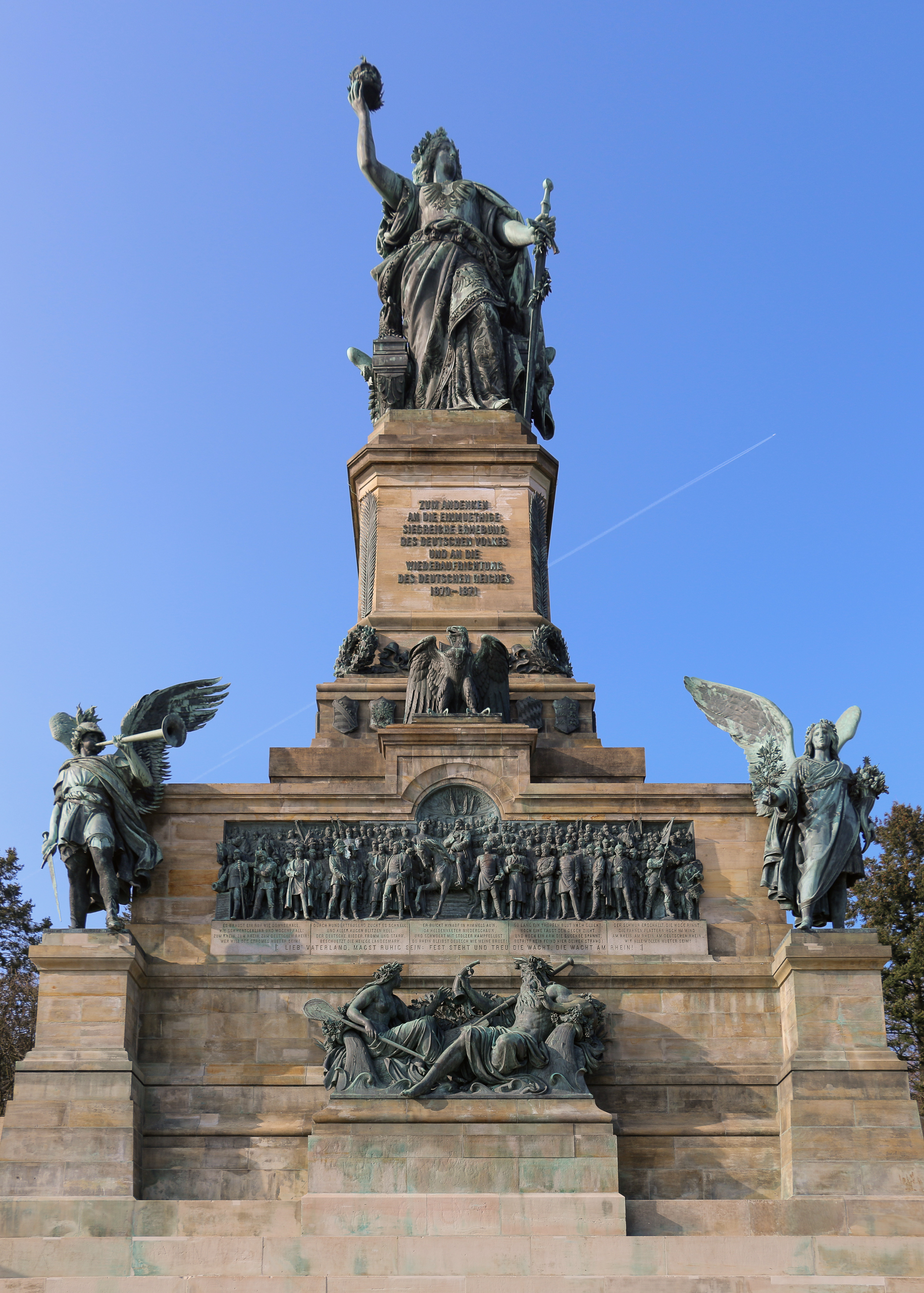
Niederwalddenkmal.

Niederwalddenkmal är ett monument i Rüdesheim am Rhein i Hessen i Tyskland och uppfördes åren 1877–1883. Det hugfäster minnet av Tysklands enande år 1871.
Monumentet är nästan 38 meter högt och ska symbolisera Tysklands seger i fransk-tyska kriget 1870 till 1871. Den krönande statyn avbildar Germania och ska föreställa Tysklands stolthet och förening och är utformad av Johannes Schilling från Dresden.